# Claudia Leistner
Claudia Leistner, po mężu Pfrengle (ur. 15 kwietnia 1965 w Ludwigshafen am Rhein) – niemiecka łyżwiarka figurowa reprezentująca RFN, startująca w konkurencji solistek. Dwukrotna uczestniczka igrzysk olimpijskich – w Sarajewie (1984) i Calgary (1988), dwukrotna wicemistrzyni świata (1983, 1989), mistrzyni Europy (1989), 5-krotna mistrzyni Niemiec (1985–1989). Zakończyła karierę amatorską w 1989 roku.
Jej mężem jest były łyżwiarz figurowy Stefan Pfrengle, mistrz Niemiec w parach sportowych. Mają syna Yannika i córkę Julię (ur. 10 maja 1995), która od najmłodszych lat trenowała łyżwiarstwo figurowe, również pod okiem matki.

## Osiągnięcia
| Zawody                     | 80–81          | 81–82          | 82–83          | 83–84          | 84–85          | 85–86          | 86–87          | 87–88          | 88–89          |                |                |                |                |                |                |                |                |
| Międzynarodowe             | Międzynarodowe | Międzynarodowe | Międzynarodowe | Międzynarodowe | Międzynarodowe | Międzynarodowe | Międzynarodowe | Międzynarodowe | Międzynarodowe | Międzynarodowe | Międzynarodowe | Międzynarodowe | Międzynarodowe | Międzynarodowe | Międzynarodowe | Międzynarodowe | Międzynarodowe |
| -------------------------- | -------------- | -------------- | -------------- | -------------- | -------------- | -------------- | -------------- | -------------- | -------------- | -------------- | -------------- | -------------- | -------------- | -------------- | -------------- | -------------- | -------------- |
| Igrzyska olimpijskie       |                |                |                | 9              |                |                |                | 6              |                |                |                |                |                |                |                |                |                |
| Mistrzostwa świata         |                | 4              | 2              |                | 6              | 6              | 6              | 4              | 2              |                |                |                |                |                |                |                |                |
| Mistrzostwa Europy         |                | 5              | 3              |                | 3              | 5              | 4              | 4              | 1              |                |                |                |                |                |                |                |                |
| NHK Trophy                 | 4              |                |                |                | 4              |                |                |                |                |                |                |                |                |                |                |                |                |
| Skate America              |                |                | 2              |                |                |                |                |                | 1              |                |                |                |                |                |                |                |                |
| Skate Canada International |                |                |                |                |                |                | 2              |                |                |                |                |                |                |                |                |                |                |
| Trophée de France          |                |                |                |                |                |                |                |                | 1              |                |                |                |                |                |                |                |                |
| Krajowe                    |                |                |                |                |                |                |                |                |                |                |                |                |                |                |                |                |                |
| Mistrzostwa RFN            |                | 2              | 2              |                | 1              | 1              | 1              | 1              | 1              |                |                |                |                |                |                |                |                |